# Halil Menteşe
Halil Menteşe (1874-1948) est un homme politique ottoman puis turc, membre important du parti des Jeunes-Turcs. Il est l'un des organisateurs du génocide arménien.

## Biographie
Halil Menteşe naît en 1874 à Milas dans le vilayet d'Aydın. Il s'installe ensuite à Izmir, où il suit les cours de Halid Ziya Uşaklıgil.
Il devient un membre important du parti des Jeunes-Turcs et est élu député ottoman en 1908 après la révolution. Entre 1915 et 1917, il est ministre des Affaires étrangères.
Après la dissolution de l'Empire ottoman, il continue sa carrière politique. Il est ainsi élu député à l'Assemblée nationale turque en 1935.
Il meurt en 1948.